# Sepia smithi
Sepia smithi är en bläckfiskart som beskrevs av William Evans Hoyle 1885. Sepia smithi ingår i släktet Sepia och familjen Sepiidae. IUCN kategoriserar arten globalt som livskraftig. Inga underarter finns listade i Catalogue of Life.